# Kanton Le Coudray-Saint-Germer
Kanton Le Coudray-Saint-Germer (fr. Canton du Coudray-Saint-Germer) byl francouzský kanton v departementu Oise v regionu Pikardie. Skládal se z 18 obcí. Zrušen byl po reformě kantonů 2014.

## Obce kantonu
- Blacourt
- Le Coudray-Saint-Germer
- Cuigy-en-Bray
- Espaubourg
- Flavacourt
- Hodenc-en-Bray
- Labosse
- Lachapelle-aux-Pots
- Lalande-en-Son
- Lalandelle
- Puiseux-en-Bray
- Saint-Aubin-en-Bray
- Saint-Germer-de-Fly
- Saint-Pierre-es-Champs
- Sérifontaine
- Talmontiers
- Le Vaumain
- Le Vauroux